# طالب الدويك
طالب الدويك فنان تشكيلي فلسطيني (مواليد القدس عام 1952).  حصل على بكالوريوس تربية فنية (القاهرة) عام 1977.  أقام عدّة معارض شخصية وجماعية في القاهرة ، القدس ورام الله.  وهو رئيس رابطة التشكيليين الفلسطينيين في الضفة والقطاع (1992 – 1996). يتميَّز الفنان بأسلوب مختلف، وهو معالجة الموضوعات باستخدام النقاط والخطوط، حيث يركز أيضاً على الناحية اللونية والتكوين العام للوحة.

## العضوية
- عضو مؤسس لجماعة رباعية القدس .
- عضو مؤسس لمركز الواسطي للفنون بالقدس .
- عضو لجنة تأليف مناهج التربية الفنية الفلسطينية .
- عضو إداري في نادي القدس الثقافي .
- عضو إداري في المسرح الفلسطيني .

## الجوائِز
- 1985 شهادة تقدير ، معرض الفن التشكيلي في الأردن / مركز هيا الثقافي .
- 1986 جائِزة أولى ، معرض البيئة الفلسطينية / المسرح الوطني – القدس .
- 1995 شهادة تقدير ، مهرجان من أجلك يا قدس – أبو ظبي .
- 1996 شهادة تقدير ، بينالي الشارقة وميدالية البينالي / الإمارات .
- 1999 شهادة تقدير وميدالية ، بينالي الشارقة / الإمارات .